# Josef Adalbert Pacher
Josef Adalbert Pacher, född den 29 mars 1818 i Mähren, död den 3 september 1871, var en österrikisk pianist.
Pacher, som var musiklärare i Wien och känd virtuos, skrev salongskompositioner. 